# ムーブ (バラエティー)
『ムーブ』 (MOVE) は、1992年10月12日から1993年9月23日まで月曜日から木曜日の19:00 - 19:54 (JST) にTBS系列で放送された帯バラエティ番組ゾーンのタイトルである。
また、この項では『ムーブ』に続いて1993年10月11日から1994年3月24日まで放送された帯バラエティ番組ゾーン『ザッツ!』についても記述する。

## 概要
当時、ゴールデンタイム19時台の視聴率で他局に押されつつあったTBSが視聴率を奪還するために練られた企画で、各曜日ごとに個性的な芸能人を司会に迎え、日替わりで特色のあるバラエティー番組を放送した。「ノンフィクション・エンターテインメント」をコンセプトに、「人間」をテーマとして様々な切り口で楽しく見せる趣向としていた。
仮題は「G7」（ジーセブン）で、制作部にも「G7プロジェクト」として本枠の企画・準備を行うための「G7制作部」が1992年5月1日から翌1993年2月25日まで設置されていた。各番組には原則、情報番組の要素が加えられていた。
TBSでの月-金曜19時台の帯番組は1984年から1987年まで拡大放送された『JNNニュースコープ』（19:00-19:20）以来となっていた。また、月曜から木曜19時台の日替わりバラエティ番組は1975年3月から同年7月まで東京12チャンネル（現：テレビ東京）で放送された『7時のナマナマ歌謡曲』（月-金曜19:00-19:25）以来で、1時間枠では初であった。さらに、火曜と水曜の1時間枠は前番組（火曜『そこが知りたい』、水曜『北緯35度の風』）から続けてだが、月曜19時台の1時間枠は1964年1月から7月に放送の時代劇『白馬の剣士（第1期）』以来28年3か月ぶりで（バラエティー番組では初）、木曜19時台の1時間枠はTBS開局以来初であった。
当時の磯崎洋三社長のいわゆる「鶴の一声」で、視聴率の好悪に関わらず大量の番組を打ち切ってスタートした枠だったが、景気の低迷に加え大規模な改編による多くのスポンサー枠を募る必要性・新しさを狙った情報バラエティ番組で具体的な内容を伝えにくい状況・スポンサー料の安売りを避けなければならない・NHKニュースやアニメなどと競合する19時台で売りにくいといった要因により9月初旬の製作発表時点ではスポンサー枠が埋まらず9月中旬に全スポンサー枠を売り切り、番組開始当初から視聴率は伸びず、結局『ムーブ』は1年で打ち切られた。さらなるテコ入れとして1993年10月11日から1994年3月24日までは同様の趣旨で『ザッツ!』が放送されたが、『ザッツ!』でも視聴率は伸びず、半年で打ち切りとなり、TBSが社運を賭けたゾーン編成は合わせて1年半の短命に終わった。しかし、『ムーブ』及び『ザッツ!』という枠そのものは失敗に終わったものの、『ムーブ』枠で唯一視聴率が好調であった『上岡龍太郎の男と女ホントのところ』は『上岡龍太郎vs50人』『上岡龍太郎がズバリ!』とタイトルを変え1996年まで放送を続け、『ザッツ!・ウェディングベル』は、枠消滅後も1997年まで継続、『関口宏の東京フレンドパーク』は次番組の後に『関口宏の東京フレンドパークII』として復活し、時間帯を移動しつつも2011年3月まで放送されるなど結果を出した番組もある。
『ムーブ』は、1992年秋の番組改編の最大の目玉で、メインとなる4人（関口、三宅、紳助、上岡）が並んで一斉に「この秋、ムーブです。」と言うテレビCMが作られていた（単体で言うバージョンもあった）。また、これとは別に「人間の味がする、ムーブ。」のキャッチコピーで料治直矢が出演する局のイメージCMもあった。
スポンサーセールスは前半・中盤・後半の3枠に分割されており、後半は雪印乳業（現在の雪印メグミルク）とグループ各社の一社提供だった。

## 『ムーブ』枠
- 月曜日：『関口宏の東京フレンドパーク』 - 総合司会は関口宏と渡辺正行。
- 火曜日：『三宅裕司のぎゃっぷウォーズ（→三宅裕司の!どこが違うの?）』
- 水曜日：『島田弁護協会（→テレビ進学塾）』 - ともに司会は島田紳助が担当（テレビ進学塾は佐藤B作が加わる）。
- 木曜日：『上岡龍太郎の男と女ホントのところ』

スタジオセットの床のタキロンなどに『ムーブ』の共通ロゴがある以外は各番組とも独立した内容だった。全編ステレオ放送が実施されていた。エンディングでは「今月の歌」として下記のエンディングテーマ曲が使用されていた（最後の4か月間は行われていない）。番組開始前の予定では1992年10月度のエンディングテーマはサザンオールスターズの『ポカンポカンと雨が降る(レイニーナイトインブルー)』(アルバム『世に万葉の花が咲くなり』収録曲)の予定であったが、下記の通り差し替えとなり、シングルカットも中止となった。

### 歴代エンディングテーマ曲
- 1992年10月 氷室京介「Good Luck My Love」[注 3]
- 1992年11月 渡辺美里「メリーゴーランド」
- 1992年12月 髙橋真梨子 with 玉置浩二「貴方が生きたLove Song」[注 4]
- 1993年1月 アルフィー「Believe」
- 1993年2月 SING LIKE TALKING「離れずに暖めて」
- 1993年3月 Hound Dog「JEALOUSY」
- 1993年4月 KATSUMI「君のもとへ」
- 1993年5月 TUBE「夏を待ちきれなくて」[注 5]

## 『ザッツ!』枠
- 月曜日：『関口宏のPAPAパラダイス』
- 火曜日：『ウェディングベル』
- 水曜日：『コサキンルーの怒んないで聞いて!!』
- 木曜日：『上岡龍太郎vs50人』（かみおかりゅうたろうとごじゅうにん、タイトル変更）

『ザッツ!』では「今月の歌」が廃止されたため、モノラル放送に切り替えられた。

## 『ザッツ!』終了後
1994年春の改編でゾーン編成は解消されたが、火曜日の『ウェディングベル』は続行。木曜日の『上岡龍太郎vs50人』は『上岡龍太郎がズバリ!』とタイトルを再変更して継続。月曜日には『ムーブ』時代に好評だった『関口宏の東京フレンドパーク』が『関口宏の東京フレンドパークII』として復活をし、2011年春まで放送。その後も、2017年1月から2021年1月まで『関口宏の東京フレンドパーク ドラマ大集合SP!!』として放送されていた。
また、水曜日初期に放送されていた『島田弁護協会』の末期に集中的に放送されていた、嫁不足に悩む地方の独身男性と都会に住む女性をお見合いさせる『沼島お見合いシリーズ』は視聴率が15パーセントを超えるなど好評を博し、その後期首特番などで『沼島の春よふたたび』としてシリーズ化されるなどここから派生した番組は多い。
なお、TBSは1994年春の『ザッツ!』終了から2009年春の『総力報道!THENEWS』までの期間、19時台に帯のゾーンを編成しなかった。

## 『ムーブ』編成に伴う番組の打ち切り
元々、この時間で放送されていた番組（『クイズ100人に聞きました』、『わいわいスポーツ塾』など）や火曜21時からの2時間枠『ギミア・ぶれいく』など視聴率は悪くはなかったものの番組枠確保のため打ち切られた番組も多い。『ギミア・ぶれいく』司会の大橋巨泉は『ムーブ』に大反対し磯崎と直談判まで行い番組の存続を訴えている。
同様に『DRAGON QUEST -ダイの大冒険-（第1作）』は視聴率が好調だったことから放送延長が決まり、それを前提としたストーリーを作成していた矢先に打ち切りとなった。そのためアニメは大幅なストーリー変更の上に終了。市場にアニメ未登場キャラクターの玩具が発売される事態となった。

### 『ムーブ』の編成によって影響が出た番組
月曜日は19時台前半の『クイズ100人に聞きました』、19時台後半の『わいわいスポーツ塾』、火曜日は21・22時台の『ギミア・ぶれいく』、水曜日は19時台の『北緯35度の風』、木曜日は19時台前半の『DRAGON QUEST -ダイの大冒険-』（第1作）、19時台後半の『近藤正臣の味覚人情報』はいずれも終了。なお、火曜日は19時台の『そこが知りたい』は20時台、ドラマ枠は21時台にそれぞれ移行。後に『北緯35度の風』と『近藤正臣の味覚人情報』の製作局である毎日放送制作枠は『怪傑!ドクターランド』として火曜22時台に、『新伍のワガママ大百科』として土曜18時台前半にそれぞれ移行した。また、『わいわいスポーツ塾』の提供スポンサーである雪印グループは『ムーブ』全曜日の後半枠の提供に移動した。